# G-Saviour
G-SAVIOUR是日本和加拿大合作的一部电影，是鋼彈系列作品的首部真人實寫作品，亦是「機動戰士鋼彈」播放20周年紀念作，於名古屋電視台ANN系統播出。

## 概要
故事採用與《機動戰士鋼彈》相同世界觀的宇宙世紀U.C.0223為舞台。
宇宙世紀U.C.0100腐敗的地球聯邦政府腐敗經過多次戰亂，漸漸開始失去對宇宙殖民地的管約力，宇宙各殖民地紛紛脫離地球聯邦的管治，聯邦政府遂於U.C.0218正式倒台。
U.C.0223年，地球聯邦政府已經瓦解，政權重新回到各地的地方勢力。宇宙殖民衛星終於如願以償擺脫了「殖民地」的地位，成爲獨立的「定居點」（Settlements）。原地球聯邦成員，包括SIDE-2、3、5、6、7號殖民衛星以及它們所對應、位於地球的母國所組成的定居點國家議會（セツルメント國家議會，the Congress Of SEttlement NaTions, CONSENT），與SIDE-1、4號殖民衛星以及月面都市所組成的定居點自由聯盟（セツルメント自由同盟，Settlement Freedom League）對抗。其中CONSENT面臨嚴重的糧食短缺危機，而聯盟方面則由於農業技術的優越而免受糧食危機的影響。
而正是此時，立場中立的8號殖民衛星蓋亞(GAEA)在農業技術上取得了突破。CONSENT爲了解決自身的糧食危機，決定動用武力占領該殖民衛星；必要時就算把衛星毀滅，也要把技術得手。而可以阻止這個陰謀的只有議會軍駕駛員出身、如今在農業衛星擔任研究員的 Mark Curran，以及一班臨時召集起來的MS駕駛員。
M在CONSENT的人不斷的苦苦相逼下，Mark Curran逼於無奈駕駛了G-Saviour，與秘密社團光明會合作將CONSENT擊退，令GAEA繼續維持獨立狀態。

## 登场人物
（登場人物名：俳優、特別版吹替声優／テレビ放送・VHF/DVD版吹替声優」で記載）

### 大西洋深海农业研究所（リグ）
Mark Curran（マーク・カラン）
扮演者：Brennan Elliott，配音演员：萩原聖人／加藤晴彦
本作主人公。南欧系白人男性。原セツルメント国家议会军MS机师，在军队中最终的阶级为大尉。在部队中作为王牌而名声远扬，因演习中发生的意外事故而与上司杰克发生冲突，从而从军队退役。之后在深海农业研究中心里为了解决粮食问题而进行研究。
Dagget（ダガット）
扮演者：Marlowe Dawn，配音演员：?／篠原恵美
深海农业研究所的管制官。
Simmons（シモンズ）
扮演者：Brendan Beiser，配音演员：?／小野健一
リグ的研究成员。

### SIDE 8：GAEA
Cynthia Graves（シンシア・グレーブス）
扮演者：Enuka Vanessa Okuma，配音演员：山本未來／篠原涼子／高山みなみ（サウンドシネマ版）
SIDE 8：GAEA主攻生物工学的助理教授。黒人女性。
Councillor Graves／グレーブス委員長
扮演者：Blu Mankuma，配音演员：?／内海賢二
SIDE 8：GAEAの代表、ガイア議会の委員長。Cynthia的父亲。
Franz Dieter（フランツ・ディーター）
扮演者：Alfonso Quijada，配音演员：?／小宮孝泰
SIDE 8：GAEA生物研究所的研修生。中東地區年輕男子。
Kobi（コゥビィ）
扮演者：Taayla Markell，配音演员：?／佐久間レイ
SIDE 8：GAEA生物研究所的研究員，Cynthia的助手。年轻的东洋系女子。

### 光明會
Philippe San Simeone
扮演者：Hrothgar Mathews，配音演员：?／小島敏彦
作为地球和平的守护者，秘密社团光明會的重要人物。白人男性。原议会军军人。新曼哈顿与马克重逢，向他介绍隐藏在剧院中的最新锐MS——G-Saviour，之后希望马克能乘坐它出击。

### セツルメント国家议会军
Jack Halle（ジャック・ヘイル）
扮演者：David Lovgren，配音演员：?／土師孝也
议会军中校。北欧系白人男性。为了目的不择手段，采取任何行动，无情的冷漠。马克的原上级军官，在马克搭乘10億美元的MS进行训练飞行中遇到ソウヤー的机体失控即将坠毁之际，以为了保住马克的高价机体为理由对其下达见死不救的命令。
Mimi Devere（ミミ・デビア）
扮演者：Catarina Conti，配音演员：?／高田由美
议会军情报部下属白人女性。马克的恋人。
Garneaux（ガーノー）
扮演者：Kenneth Welsh，配音演员：?／ラサール石井／糸博（サウンドシネマ版）
议会军总督（DVD中错写为“总监”）。白人男性。
Lt. Tim Holloway（ティム・ハロウェイ）
扮演者：Peter Williams，配音演员：?／坂東尚樹
议会军中尉。黑人男性。在追击GAEA的恐怖分子时，不慎衝入大气层，掉落至大西洋水域。在即将沉没于海中时被马克救出。
ソウヤー
扮演者：?，配音演员：?／石野竜三
过去是马克在议会军MS机师中的同伴。由於訓練飛行中的事故，因為違反了命令獨斷急速飛行，馬克努力拯救不果後死亡。结果致使马克提交辞呈，退出军队。

## 生产商
製作公司︰北极星娱乐
發行公司︰萬代影像

## 游戏
日昇動畫发布了由Atelier Sai开发的G-SAVIOUR电子游戏，该游戏于2000年9月14日在PlayStation 2平台上推出。游戏的故事发生在电影事件之后，新角色延续了电影的整体故事情节，并且还包含了专属该游戏的机动战士。此游戏是首款在PlayStation 2上发行的高达游戏。
一部三部分的漫画在Fami通上连载，详细阐述了游戏前两个阶段的故事。这部漫画之后并未被收录在任何合辑中。